# Georgette Fadel
Georgette Fadel (São Paulo, 1974) é uma atriz e diretora de teatro brasileira. Formada pela Escola de Arte Dramática (EAD) da Universidade de São Paulo, é conhecida por sua versatilidade no teatro, como atriz e como diretora, estrelando diversos espetáculos de sucesso. Fadel é ganhadora de vários prêmios, incluindo dois Prêmios Shell, além dos prêmios de interpretação pelo Cine PE e Fest Araunda de Cinema.

## Início da vida

### Formação acadêmica e profissional
Georgette Fadel possui uma formação sólida e diversificada no campo das artes cênicas. Graduou-se como atriz pela Escola de Arte Dramática (EAD) da Universidade de São Paulo (USP), uma das mais prestigiadas instituições de formação teatral do país. Posteriormente, ampliou sua expertise na área da direção, concluindo sua formação no Departamento de Artes Cênicas da Escola de Comunicações e Artes (ECA-USP), consolidando-se como uma artista versátil, capaz de transitar entre diferentes funções dentro do teatro.
Além de seu trabalho como atriz e diretora, Fadel dedica-se à formação de novas gerações de artistas. Atua como professora de interpretação na Escola Livre de Teatro de Santo André, um dos centros de formação teatral mais reconhecidos pelo enfoque experimental e pela valorização da pesquisa artística. Também compartilha seus conhecimentos no Estúdio Nova Dança, em São Paulo, espaço que promove a interseção entre teatro, movimento e processos criativos inovadores.

## Carreira

### Cinema
A atriz, diretora e professora de teatro Georgette Fadel iniciou sua carreira no cinema em 2001, com uma participação especial no filme Domésticas, dirigido por Nando Olival e Fernando Meirelles. Baseado na peça de Renata Melo, o longa aborda a rotina de empregadas domésticas no Brasil com humor e sensibilidade, e ela interpretou a personagem Georgete.
Em 2013, Fadel interpretou as personagens Kaia e a Condessa em Rio Cigano, filme que narra a história de duas amigas de infância separadas e reunidas em circunstâncias adversas. No ano seguinte, atuou no curta-metragem O Filho Pródigo (2014), dando vida à personagem Clarice, em um drama que explora relações familiares e o retorno às origens.
O ano de 2018 marcou sua participação no filme O Banquete, dirigido por Daniela Thomas. Na produção, interpretou Claudinha em um enredo que acompanha uma intensa reunião de amigos permeada por tensões políticas e revelações. No ano seguinte, foi protagonista de Partida (2019), dirigido por Caco Ciocler, interpretando uma candidata à presidência do Brasil em busca de inspiração política, incluindo um encontro com o ex-presidente uruguaio Pepe Mujica. Em 2022, esteve em três produções cinematográficas: Meteoros, como Carmen; Mares do Desterro, no papel de Luzia; e Regra 34, interpretando uma professora que discute temas ligados à sexualidade e aos limites pessoais. Já em 2023, atuou como Maria no filme O Mensageiro, que explora a complexidade das relações humanas e da comunicação.

### Televisão
Na televisão, sua primeira aparição ocorreu em 2009, na minissérie Unidos do Livramento, onde interpretou uma cartomante. Voltou a atuar na televisão em 2013 integrando o elenco da série A Menina Sem Qualidades, exibida pela MTV Brasil. Em 2017, esteve na série infantil Máximo & Confúcio, no papel de Ester. Em 2019, integrou o elenco de Segunda Chamada, interpretando a ex-presidiária Valquíria Dias Almeida, que lida com os desafios de voltar a estudar e se reinserir na sociedade no ensino noturno em uma escola pública. Ainda nesse ano, passou a interpretar Augusta em Aruanas, série que aborda o ativismo ambiental e crimes ecológicos na Amazônia. Durante a pandemia de 2020, participou da série Diário de Um Confinado, como Dalva, retratando de forma bem-humorada os desafios do isolamento social.
Em 2023, fez uma participação especial em As Aventuras de José & Durval, interpretando Dona Rosa na trama que acompanha a trajetória de dois irmãos músicos.
Em 2025, integrou o elenco da novela Beleza Fatal, a primeira produção original brasileira neste formato do serviço de streaming Max, interpretando a personagem Nara.

### Teatro
Ao longo de sua trajetória como diretora teatral, Georgette Fadel esteve à frente de diversas montagens marcantes. Com a Cia. S. Jorge de Variedades, dirigiu Pedro o Cru, de António Patrício, e Um Credor da Fazenda Nacional, de Qorpo Santo, peças que exploram a experimentação cênica e o diálogo com a tradição teatral. Também assinou a direção de Biedermann e os Incendiários, do dramaturgo suíço Max Frisch, uma alegoria política que reflete sobre a cumplicidade social diante do perigo. Um de seus projetos mais emblemáticos com a companhia foi Quem Não Sabe Mais Quem É, o Que É e Onde Está, Precisa se Mexer, uma montagem inovadora que lhe rendeu o Prêmio Shell 2009 na Categoria Especial.
Além desses trabalhos, Fadel dirigiu Primeiro Amor, de Samuel Beckett, estrelado por Marat Descartes. Desenvolveu ainda Love n Blembers, espetáculo criado a partir de uma dramaturgia coletiva entre a diretora e o elenco, e Santa Luzia Passou por Aqui com seu Cavalinho Comendo Capim, encenado no Sesi-SP. No âmbito da experimentação teatral, colaborou com o Núcleo Bartolomeu de Depoimentos na direção de Bartolomeu, o Que Será Que Nele Deu?, espetáculo que mescla poesia, música e narrativas de resistência.
Como atriz, sua presença nos palcos também é marcante. Atuou em Rainha(s) – Duas Atrizes em Busca de um Coração, uma adaptação de Mary Stuart, de Friedrich Schiller, sob direção de Cibele Forjaz. Em uma abordagem inovadora da dramaturgia nacional e alemã, participou de Anjo Negro – Lembrança de uma Revolução: A Missão, fusão dos textos de Nelson Rodrigues e Heiner Müller, com direção do renomado diretor alemão Frank Castorf. No teatro de pesquisa e experimentação, esteve em As Bastianas, dirigida por Luis Mármora, e em Esperando Godot, uma releitura do clássico de Samuel Beckett, dirigida por Cristiane Paoli-Quito. Em 2007, recebeu o Prêmio Shell de Melhor Atriz por sua atuação na peça Gota d’Água, um Breviário, uma adaptação da obra clássica brasileira que discute questões sociais e políticas.
Fadel também integrou montagens icônicas como Marat-Sade, de Peter Weiss, sob a direção de Francisco Medeiros, e diversas produções da Cia. do Latão, um dos grupos teatrais mais relevantes do Brasil no campo do teatro político. Com a companhia, atuou em Ensaio para Danton, Santa Joana dos Matadouros e O Nome do Sujeito, peças que exploram questões sociais e históricas por meio de uma estética brechtiana.

## Teatro
| Ano     | Título                                                           | Personagem                                             | Nota(s)                           | Ref.   |
| ------- | ---------------------------------------------------------------- | ------------------------------------------------------ | --------------------------------- | ------ |
| 1994    | Subúrbio                                                         |                                                        |                                   | [ 12 ] |
| 1995    | Marat-Sade                                                       |                                                        |                                   | [ 13 ] |
| 1995    | A Lenda do Amor Entristecido                                     |                                                        |                                   | [ 14 ] |
| 1996    | Yerma                                                            |                                                        |                                   | [ 15 ] |
| 1996-98 | Ensaio para Danton                                               |                                                        |                                   | [ 16 ] |
| 1997    | Ensaio sobre o Latão                                             | Batata                                                 |                                   | [ 17 ] |
| 1998    | O Nome do Sujeito                                                | Administrador do teatro / Carneiro / Graça / Charlatão |                                   | [ 18 ] |
| 1998    | Santa Joana dos Matadouros                                       | Marta / Criador de Gado / Trabalhador                  |                                   | [ 19 ] |
| 1998-06 | Pedro, o Cru                                                     | —                                                      | como diretora                     | [ 20 ] |
| 1999    | Esperando Godot                                                  |                                                        |                                   | [ 21 ] |
| 1999    | Um Credor da Fazenda Nacional                                    | —                                                      | como diretora                     | [ 22 ] |
| 2000    | Bartolomeu, Que Será que Nele Deu?                               | Standing                                               | também como diretora e roteirista | [ 23 ] |
| 2000    | Dona da Casa                                                     | —                                                      | como diretora                     | [ 24 ] |
| 2001    | Biedermann e Os Incendiários                                     | —                                                      | como diretora                     | [ 25 ] |
| 2002    | As Bastianas                                                     | Iara                                                   |                                   | [ 26 ] |
| 2003    | Acordei que Sonhava                                              | —                                                      | como preparadora de elenco        | [ 27 ] |
| 2004    | Entrevista com Stella do Patrocínio                              | Stella do Patrocínio                                   | também como diretora e produtora  | [ 28 ] |
| 2004    | Santa Luzia Passou por Aqui com seu Cavalinho Comendo Capim      | —                                                      | como diretora                     | [ 29 ] |
| 2004    | Nô Caminho - 7 Passos para Dentro                                | —                                                      | como diretora                     | [ 30 ] |
| 2004    | A Cicatriz É a Flor                                              | —                                                      | como diretora                     | [ 31 ] |
| 2005    | Preqária                                                         | —                                                      | como diretora                     |        |
| 2005    | Maria Stuart                                                     | —                                                      | como diretora                     | [ 32 ] |
| 2006    | Primeiro Amor: Uma Leitura                                       | —                                                      | como diretora                     | [ 33 ] |
| 2006    | Anjo Negro                                                       |                                                        |                                   | [ 34 ] |
| 2006    | Anjo Negro de Nelson Rodrigues + A Missão de Heiner Müller       |                                                        |                                   | [ 35 ] |
| 2007    | O Santo Guerreiro e o Herói Desajustado                          | —                                                      | como diretora musical             | [ 36 ] |
| 2007    | Cíclopes                                                         |                                                        |                                   | [ 37 ] |
| 2007    | Gota d'Água-Breviário                                            | Joana                                                  | Prêmio Shell de Melhor Atriz      | [ 11 ] |
| 2008    | Love N´Blembers                                                  | —                                                      | como diretora                     | [ 38 ] |
| 2009    | Quem Não Sabe Mais Quem É, O Que É E Onde Está, Precisa Se Mexer | —                                                      | como diretora                     | [ 39 ] |
| 2009    | Cem Gramas de Dentes                                             | —                                                      | como diretora                     |        |
| 2010    | Máscaras de Penas Penadas                                        | —                                                      | como diretora                     | [ 40 ] |
| 2012    | O Livro de Itens do Paciente Estevão                             |                                                        |                                   | [ 41 ] |
| 2013    | Puzzle                                                           | Vários personagens                                     |                                   | [ 42 ] |
| 2016    | A Tragédia Latino-Americana                                      |                                                        |                                   | [ 43 ] |
| 2017    | Afinação I                                                       | Simone Weil                                            |                                   |        |

## Filmografia

### Cinema
| Ano  | Título               | Personagem          | Nota(s)                  |
| ---- | -------------------- | ------------------- | ------------------------ |
| 2001 | Domésiticas: O Filme | Georgete            |                          |
| 2009 | Pedra Bruta          | Kaia                | Curta-metragem           |
| 2014 | O Filho Pródigo      | Clarice             | Curta-metragem           |
| 2014 | A Cicatriz É a Flor  |                     | Curta-metragem           |
| 2015 | Rio Cigano           | Kaia / Condessa     |                          |
| 2017 | Capitão Brasil       |                     | Curta-metragem           |
| 2018 | O Banquete           | Cláudia (Claudinha) |                          |
| 2019 | Ronda                |                     | Curta-metragem           |
| 2019 | Amor aos Vinte Anos  |                     | Curta-metragem           |
| 2020 | Verlust              | —                   | Como produtora de elenco |
| 2020 | Desterro             | Luzia               |                          |
| 2022 | Mares do Desterro    | Luzia               |                          |
| 2022 | Meteoros             | Carmem              |                          |
| 2023 | Regra 34             | Professora          |                          |
| 2023 | O Mensageiro         | Maria               |                          |

### Televisão
| Ano  | Título                        | Personagem             | Nota(s)                                             |
| ---- | ----------------------------- | ---------------------- | --------------------------------------------------- |
| 2009 | Unidos do Livramento          | Cartomante             | Episódio: "Ala Quarta: Da Cartomante e de Leontina" |
| 2013 | A Menina Sem Qualidades       |                        |                                                     |
| 2016 | Máximo & Confúcio             | Ester                  |                                                     |
| 2019 | Segunda Chamada               | Valquíria Dias Almeida |                                                     |
| 2020 | Diário de Um Confinado        | Dalva                  | Episódio: "Faxina"                                  |
| 2020 | Diário de Um Confinado        | Dalva                  | Episódio: "Chef"                                    |
| 2021 | Aruanas                       | Augusta                |                                                     |
| 2023 | As Aventuras de José & Durval | Dona Rosa              | Episódio: "6"                                       |
| 2025 | Beleza Fatal                  | Nara                   |                                                     |

## Prêmios e indicações
| Ano  | Associações                                 | Categoria                        | Nomeações                                                        | Resultado |
| ---- | ------------------------------------------- | -------------------------------- | ---------------------------------------------------------------- | --------- |
| 2007 | Prêmio Shell                                | Melhor Atriz                     | Gota d’Água, um Breviário                                        | Venceu    |
| 2009 | Prêmio Shell                                | Categoria Especial               | Quem Não Sabe Mais Quem É, o Que É e Onde Está, Precisa se Mexer | Venceu    |
| 2014 | Cine PE - Festival do Audiovisual de Recife | Melhor Atriz (em curta-metragem) | O Filho Pródigo                                                  | Venceu    |
| 2019 | Fest Aruanda do Audiovisual Brasileiro      | Melhor Atriz                     | Partida                                                          | Venceu    |